# Чорна Річка (Хабаровський район)
Чо́рна Рі́чка (рос. Чёрная Речка) — село у складі Хабаровського району Хабаровського краю, Росія. Входить до складу Восточного сільського поселення.

## Населення
Населення — 1382 особи (2010; 1406 у 2002).
Національний склад (станом на 2002 рік):
- росіяни — 92 %